# Sauernlohe
Sauernlohe ist ein Ortsteil von Altenstadt an der Waldnaab im Landkreis Neustadt an der Waldnaab des bayerischen Regierungsbezirks Oberpfalz.

## Geographische Lage
Sauernlohe liegt auf dem Ostufer des Sauerbaches.
1,3 km nördlich von Sauernlohe mündet die Dürrschweinnaab in den Sauerbach.
Sauernlohe liegt am Südostufer eines langgestreckten Weihers.
Östlich dieses Weihers befindet sich ein Bad und ein Zeltplatz.
300 m östlich von Sauernlohe verläuft die Bundesstraße 22 und 600 m westlich die Bundesautobahn 93 (Hof–Kiefersfelden).
Sauernlohe befindet sich 1 km südwestlich von Altenstadt an der Waldnaab.

## Geschichte
Sauernlohe (auch: Saurnlohe) wird im Urbar aus dem Jahr 1602 mit einem Hof erwähnt.
Sauernlohe gehörte zur lobkowitzischen Herrschaft Störnstein-Neustadt.
Zu dieser Herrschaft gehörten neben Sauernlohe noch die Ortschaften Haidmühle, Neustadt an der Waldnaab, Störnstein, Wiedenhof, Aich, Roschau, Görnitz, Harlesberg, Altenstadt an der Waldnaab, Mühlberg, Denkenreuth, Ernsthof, Lanz, Oberndorf, Rastenhof, Wöllershof, Botzersreuth, Kronmühle, Sankt Quirin.
Außerdem gehörte das Gebiet von Waldthurn mit 28 Dörfern und Einöden zu dieser Herrschaft.
1641 wurde Störnstein-Neustadt unter Wenzel Eusebius von Lobkowicz zur gefürsteten Grafschaft erhoben.
Das Herrschaftsgebiet war in 4 Viertel geteilt: Neustädter Viertel, Altenstädter Viertel, Denkenreuther Viertel und Oberndorfer Viertel.
Sauernlohe gehörte zum Altenstädter Viertel.
Im Urbar von 1653 ist Sauernlohe mit einer Mannschaft aufgeführt.
Das Steuerbuch von 1742 nennt in Sauernlohe 1 Hof, 2 Ochsen, 2 Kühe, 2 Jungrinder, 4 Schafe.
1797 hatte Sauernlohe 1 Halbhof und 1 Herrschaftsuntertan.
1807 verkaufte Fürst Franz Josef von Lobkowitz Herzog zu Raudnitz die gefürsteten Grafschaft Störnstein-Neustadt an die Krone Bayern.

## Einwohnerentwicklung in Sauernlohe ab 1817
| Jahr | Einwohner | Gebäude |
| ---- | --------- | ------- |
| 1817 | 6         | 1       |
| 1838 | 6         | 1       |
| 1871 | 11        | 5       |
| 1885 | 10        | 1       |
| 1900 | 8         | 1       |
| 1913 | 9         | 1       |

| Jahr | Einwohner | Gebäude |
| ---- | --------- | ------- |
| 1925 | 9         | 1       |
| 1950 | 45        | 7       |
| 1961 | 42        | 7       |
| 1970 | 35        | k. A.   |
| 1987 | 24        | 8       |
| 2011 | 10        | k. A.   |